# Neustadt (Weinstraße) Hauptbahnhof
Neustadt (Weinstr) Hauptbahnhof – bis 1935 sowie von 1945 bis 1950 Neustadt a/d. Haardt – ist der zentrale Bahnhof der rheinland-pfälzischen Mittelstadt Neustadt an der Weinstraße, in dem auch Züge des Fernverkehrs halten. Neben den Bahnsteigen des Hauptbahnhofs hat der Hauptbahnhof von Neustadt mit dem zu ihm gehörenden Bahnhofsteil Neustadt (Weinstr)-Böbig eine zweite Zugangsstelle zu Zügen des Personennahverkehrs. Außerdem existieren in Neustadt noch der eigenständige Bahnhof Mußbach sowie der am 19. November 2013 in Betrieb genommene Haltepunkt Neustadt (Weinstr) Süd, welche zwei weitere Zugangsstellen zum Schienenpersonennahverkehr bieten.
Der Bahnhof wurde am 11. Juni 1847 als Endbahnhof des an der Mannheimer Rheinschanze (heute: Ludwigshafen am Rhein) beginnenden östlichen Abschnitts der Pfälzischen Ludwigsbahn nach Bexbach eröffnet, die zwei Jahre später auf voller Länge in Betrieb genommen wurde und aus der die heutige Bahnstrecke Mannheim–Saarbrücken hervorging. Mit Eröffnung der Pfälzischen Maximiliansbahn nach Wissembourg 1855 und der im Zeitraum von 1865 bis 1873 entstandenen Pfälzischen Nordbahn nach Monsheim entwickelte er sich zum Eisenbahnknotenpunkt, der auch Halt von Fernzügen wurde. Seit den 2000er Jahren sank jedoch seine Bedeutung für den Fernverkehr.
Der Bahnhof wurde 2019 von täglich insgesamt etwa 19.000 Reisenden und Besuchern genutzt. Täglich werden rund 210 Ankünfte und Abfahrten gezählt. Seit 2003 ist er in das Netz der S-Bahn RheinNeckar integriert. Sein Empfangsgebäude steht unter Denkmalschutz.

## Lage

### Örtliche Lage
Der Neustadter Hauptbahnhof liegt zentral innerhalb von Neustadt am südlichen Rand der Innenstadt. Unweit des Empfangsgebäudes befindet sich der Saalbau. Südlich des Bahnhofs erstreckt sich die Hambacher Höhe. Der westliche Bahnhofsbereich wird von der Deutschen Weinstraße überbrückt, die sich in diesem Bereich s-förmig schlängelt. Unmittelbar östlich der dem Personenverkehr dienenden Anlagen unterquert die Landauer Straße – zugleich Bundesstraße 39 – die Gleise. Östlich des Güterbahnhofs erstreckt sich der Branchweiler.
Der Bahnhof selbst befindet sich bei Streckenkilometer 77,203 der Bahnstrecke Mannheim–Saarbrücken. (Der Nullpunkt der Kilometrierung liegt zwischen Bexbach und Neunkirchen an der ehemaligen bayerisch-preußischen Landesgrenze.)

### Bahnstrecken
Die aus der Pfälzischen Ludwigsbahn hervorgegangene Bahnstrecke Mannheim–Saarbrücken kommt aus nordöstlicher Richtung. Sie erreicht den Neustadter Hauptbahnhof in einer langgezogenen S-Kurve, vorher passiert sie die dem Güterverkehr dienenden Anlagen und den Bahnhofsteil Neustadt-Böbig. Hinter dem Hauptbahnhof führt sie in westlicher beziehungsweise nordwestlicher Richtung entlang des Speyerbach durch den Pfälzerwald in Richtung Saarbrücken und passiert dabei das Afrikaviertel sowie die Siedlung Schöntal.
Die Maximiliansbahn zweigt in östlicher Richtung unmittelbar nach der Überführung über die Bundesstraße 39 von der Strecke nach Mannheim ab, um nach einer langgezogenen Kurve geradlinig nach Süden in Richtung Wissembourg zu führen. Die Pfälzische Nordbahn hat ihren Ausgangspunkt im nördlichen Bahnhofsbereich und führt bis zum Bahnhofsteil Neustadt-Böbig parallel zur Strecke nach Mannheim, um anschließend in nördlicher Richtung über Bad Dürkheim und Grünstadt nach Monsheim zu führen. Die von 1912 bis 1955 existierende, schmalspurige Pfälzer Oberlandbahn begann am Bahnhofsvorplatz, um entlang der Deutschen Weinstraße die normalspurigen Gleise zu überbrücken, und entlang mehrere Winzerdörfer nach Landau zu führen.

## Geschichte

### Anschluss an das Schienennetz (1835–1849)
Erste Planungen sahen vor, innerhalb der Pfalz (Bayern) zuerst eine Bahnstrecke in Nord-Süd-Richtung in Betrieb zu nehmen. Dann wurde jedoch mit Preußen vereinbart, zuerst eine Magistrale in Ost-West-Richtung zu bauen, die hauptsächlich dem Kohletransport aus der Saargegend zum Rhein dienen sollte. Östlich von Kaiserslautern standen zwei Trassen zur Diskussion, auf denen die Überwindung des topografisch schwierigen Pfälzerwaldes möglich erschien. Zunächst dachten die verantwortlichen Ingenieure an einen Streckenverlauf über das Dürkheimer Tal und Bad Dürkheim, entschieden sich aber schließlich für die Variante durch das Neustadter Tal. Dessen Überwindung würde sich gemäß einem Gutachten zwar ebenfalls schwierig gestalten, jedoch keine stationären Dampfmaschinen und Seilzüge erfordern. Parallel dazu gab es auch Planungen, eine Bahnstrecke von Mainz bis nach Neustadt zu bauen, die sich jedoch nicht durchsetzten.
Ab April 1846 wurden zwischen der Rheinschanze und Neustadt die Schienen verlegt. Zur selben Zeit wurde das Empfangsgebäude für den Neustadter Bahnhof fertiggestellt, das einen vor allem in Italien üblichen Baustil erhielt. Am 11. Juni 1847 wurde der Streckenabschnitt schließlich eröffnet. Der in Ludwigshafen beginnende Eröffnungszug war mit der Lokomotive Haardt, die die Betriebsnummer 1 trug, bespannt. Vor Ort gab es zu diesem Anlass Musik und Böller. Auf dem Bahnsteig anwesend waren der Landkommissär von Neustadt und einige weitere ihm untergeordnete Funktionäre; anschließend hielt der pfälzische Regierungspräsident eine Rede. Die Rückfahrt, an der die besagten Funktionäre ebenfalls teilnahmen, erfolgte um 13 Uhr.
Die Fertigstellung des Streckenabschnitts Neustadt–Frankenstein verzögerte sich um knapp eineinhalb Jahre, zum einen durch den für den Bahnbau erforderlichen Grunderwerb, zum anderen aufgrund der schwierigen Topografie. So mussten bedingt durch Hügel und Ausläufer verschiedener Berge insgesamt zehn Tunnel gebaut werden. Die Eröffnung der durchgehenden Strecke fand schließlich am 25. August 1849 statt.

### Entstehung der Pfälzischen Maximiliansbahn (1849–1860)

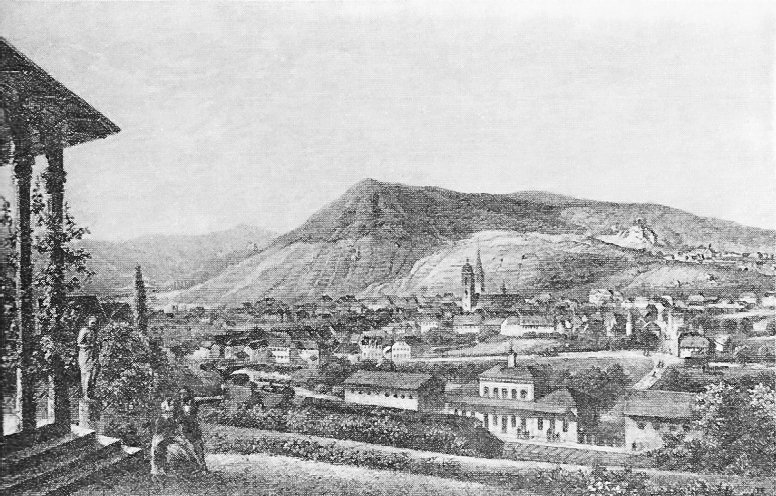
Bahnhof Neustadt im Vordergrund mit dem ursprünglichen Empfangsgebäude um 1860

Zur selben Zeit, als die Ludwigsbahn gebaut wurde, gab es Pläne, die auf eine Nord-Süd-Verbindung innerhalb der Pfalz abzielten. Man diskutierte in diesem Zusammenhang heftig, ob eine Strecke am Gebirge von Neustadt über Landau nach Wissembourg (Elsass) oder eine Strecke am Rhein über Speyer, Germersheim und Wörth dringender und wünschenswerter sei. Vor allem das Militär bevorzugte die Streckenführung, die am Rand des Pfälzerwaldes verlaufen sollte. Allerdings bewirkten die politischen Ereignisse des Jahres 1848, dass das Projekt zunächst zum Erliegen kam.
Im Januar 1850 erschien im damaligen Neustadt an der Haardt eine Broschüre, in der ein Schienenweg über Landau nach Weißenburg (französisch: Wissembourg) propagiert wurde und in der unter anderem mit der größeren Siedlungsdichte gegenüber den unmittelbar am Rhein gelegenen Orten argumentiert wurde. Die Entscheidung fiel im Jahr 1852 schließlich zu Gunsten der Gebirgslinie, nachdem im Vorjahr Gutachten und Untersuchungen eingeleitet worden waren. Am 3. November selben Jahres gab der damalige bayerische König Maximilian II. grünes Licht für den Bau, indem er die Gründung einer Aktiengesellschaft genehmigte, die das Projekt in Angriff nahm.
Am 18. Juli 1855 wurde der Streckenabschnitt Neustadt–Landau eröffnet, der Abschnitt Landau–Wissembourg folgte am 26. November 1855. Dadurch wurde Neustadt nach Schifferstadt (1847) und Ludwigshafen, ehemals Rheinschanze (1853) der dritte Eisenbahnknotenpunkt innerhalb der Pfalz.

### Entstehung der Pfälzischen Nordbahn (1860–1873)

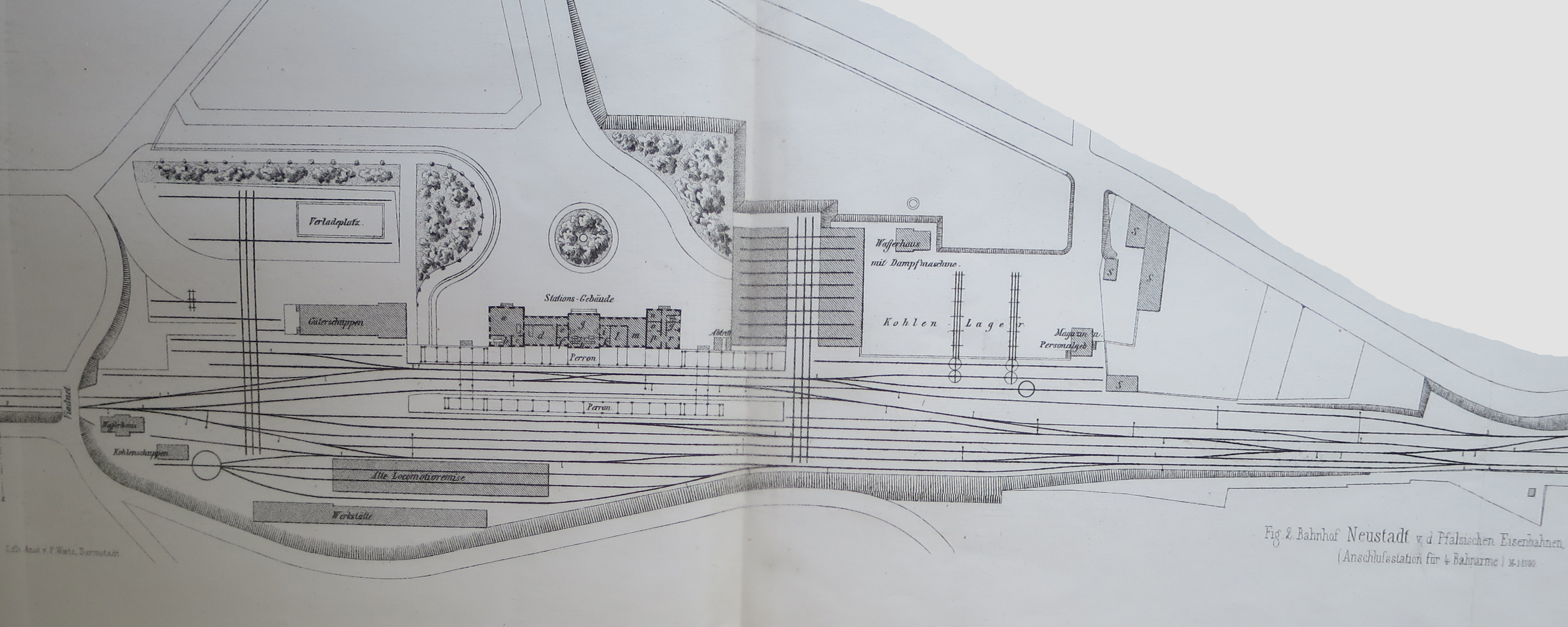
Gleisplan 1870

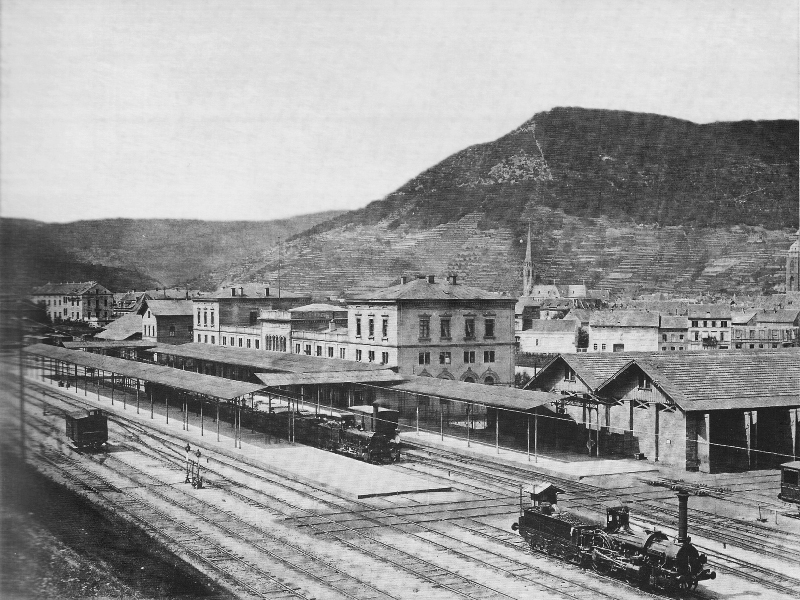
Bahnhof Neustadt gegen Ende der 1860er Jahre

Im Jahr 1860 bemühte sich ein Lokalkomitee um den Bau einer Eisenbahnstrecke von Neustadt an der Weinstraße über Bad Dürkheim nach Frankenthal. Vor allem die in Bad Dürkheim ansässigen Fabriken sollten von dieser Bahnlinie profitieren. Obwohl eine solche Strecke einen Parallelverkehr zur Pfälzischen Ludwigsbahn und der Bahnstrecke Mainz–Ludwigshafen bedeutet hätte, waren die Initiatoren dahingehend optimistisch, dass die geplante Strecke aufgrund ihrer größeren landschaftlichen Reize bevorzugt würde.
Die entsprechende Petition stieß jedoch auf keinerlei Resonanz, da Schwierigkeiten mit der Pfälzischen Ludwigsbahn-Gesellschaft befürchtet wurden. Aus diesem Grund wurde am 25. Januar 1862 die Einigung erzielt, dass lediglich eine Lokalbahn zwischen Neustadt und Dürkheim gebaut werden solle. Der Bau der neuen Bahnlinie erforderte größere Umbaumaßnahmen, die 218.000 Gulden in Anspruch nahmen. Im Zuge dieser Maßnahme musste außerdem das bisherige Empfangsgebäude weichen, da es die Gleise zunehmend eingeengt hatte und der Bahnhof abermals erweitert werden musste. Neustadt erhielt stattdessen ein größeres, etwas weiter östlich gelegenes Gebäude, das mit einem Perrondach ausgestattet war. Darüber hinaus erhielt der Bahnhof einen Güterschuppen sowie eine Remise für Lokomotiven mit neun Ständen. Weiterhin wurden die Gleise auf einer Länge von insgesamt 1,8 Kilometern angehoben, wodurch die Landauer Straße, die die Bahngleise bislang ebenerdig gekreuzt hatte, fortan durch eine Unterführung verlief.
Die Eröffnung der Stichstrecke nach Dürkheim erfolgte am 6. März 1865. Am 20. Juli 1873 wurde die Verlängerung ins rheinhessische Monsheim eingeweiht, nachdem bereits im März des Jahres der Abschnitt Grünstadt–Monsheim freigegeben worden war.

### Weitere Entwicklung (1873–1960)

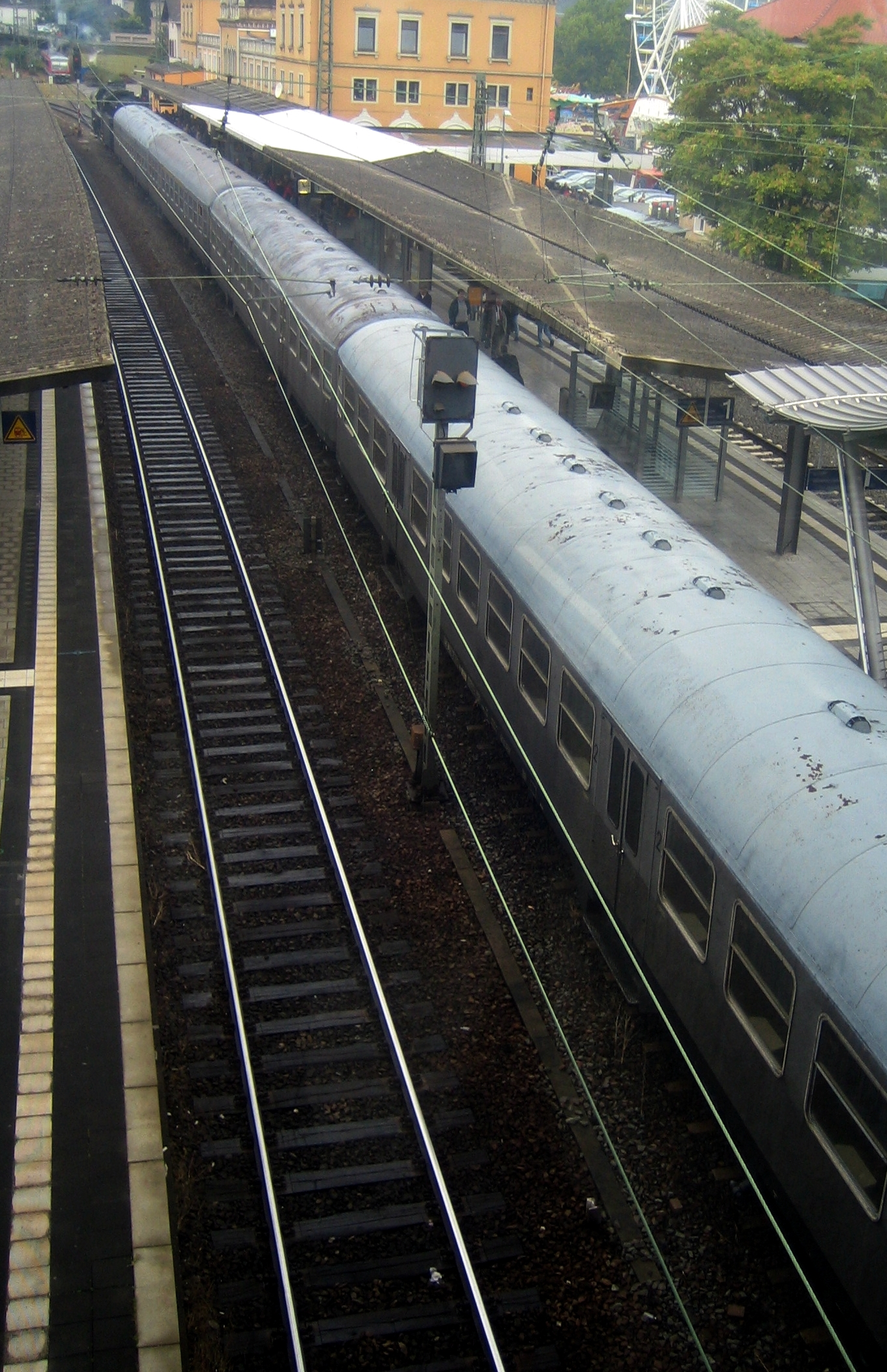
Dampfzug im Hauptbahnhof von Neustadt

1875 wurde der Bahnhof zu einer Staats-Telegrafen-Station. 1887 entstand eine Verbindungskurve aus Richtung Mannheim zur Maximiliansbahn, wodurch für Güterzüge aus Richtung Osten das „Kopfmachen“ in Neustadt entfiel. Ab dem 15. Oktober 1906 erhielt der Bahnhof Bahnsteigsperren.
Zum 1. Januar 1909 ging der Bahnhof zusammen mit dem übrigen pfälzischen Eisenbahnnetz in das Eigentum der Bayerischen Staatseisenbahnen über.
Ab dem 16. Dezember 1912 führte vom Bahnhofsvorplatz aus eine Überlandstraßenbahn, die so genannte „Pfälzer Oberlandbahn“, zunächst bis nach Edenkoben und ab dem 13. Januar 1913 bis nach Landau. Ihr Zweck bestand darin, mehrere Orte zwischen Neustadt und Landau anzubinden, die keinen Anschluss an der Maximiliansbahn erhalten hatten.
Zu Beginn des Ersten Weltkriegs fuhren über die Strecke vom 2. bis 18. August insgesamt 401 Militärzüge durch den Bahnhof. Die Hälfte der täglich 40 Züge aus Richtung Mannheim fuhr weiter nach Saarbrücken, die restlichen wechselten in Neustadt auf die Maximiliansbahn. Nachdem Deutschland den Krieg verloren hatte und das französische Militär einmarschiert war, wurde am 1. Dezember 1918 an der Maximiliansbahn der Streckenabschnitt südlich von Maikammer-Kirrweiler für den Personenverkehr gesperrt, drei Tage später jedoch wieder freigegeben.
1922 erfolgte die Eingliederung des Bahnhofs in die neu gegründete Reichsbahndirektion Ludwigshafen. Im Zuge deren Auflösung wechselte er zum 1. April 1937 in den Zuständigkeitsbereich der Reichsbahndirektion Mainz.
In den beiden Weltkriegen wurde der Bahnhof kaum in Mitleidenschaft gezogen. Die französische Besatzungsmacht ordnete nach dem Zweiten Weltkrieg alle Bahnanlagen im nördlichen Teil ihrer Besatzungszone der Eisenbahndirektion Mainz zu, also auch „Neustadt/Weinstraße Hbf“. Diese Bezeichnung trug der Bahnhof bis zum 15. Oktober 1945, als er in „Neustadt/Haardt Hbf“ umbezeichnet wurde. Zum 1. Dezember 1950 wurde die Bezeichnung erneut geändert. Der Bahnhof hieß nun Neustadt (Weinstraße), wobei die Abkürzung Neustadt (Weinstr) zulässig und seitens der Direktion gewünscht war.
Nach Gründung der Deutschen Bundesbahn gehörte er in den Zuständigkeitsbereich der Bundesbahndirektion Mainz, als die Eisenbahndirektion Mainz der Betriebsvereinigung der Südwestdeutschen Eisenbahnen (SWDE) entsprechend umbenannt wurde. In den 1950er Jahren wurde die Oberlandbahn stillgelegt. 1960 wurde der Bahnhof umgestaltet und modernisiert.

### Entwicklung seit 1960
Da die Magistrale von Mannheim nach Saarbrücken schon immer für den Fernverkehr eine große Bedeutung besaß, wurde sie ab 1960 schrittweise elektrifiziert. Am 8. März 1960 konnte so auf dem Abschnitt Saarbrücken–Homburg elektrisch gefahren werden. Der Abschnitt Homburg–Kaiserslautern folgte am 18. Mai 1961, und ab dem 12. März 1964 war die Strecke auf gesamter Länge elektrisch befahrbar. Die Elektrifizierung des restlichen Abschnitts hatte sich vor allem aufgrund der zahlreichen Tunnel zwischen Kaiserslautern und Neustadt, die dafür aufgeweitet werden mussten, verzögert. Eigens zur Eröffnung fuhr der Rheingold-Zug entlang der Strecke.
Die Elektrifizierungsarbeiten hatten zur Folge, dass dieser Abschnitt vorübergehend nur eingleisig und stellenweise mit höchstens 40 km/h befahrbar war. Daher wurde aufgrund der eingeschränkten Kapazität ein Teil der Güterzüge über die Bahnstrecke Landau–Rohrbach und über die Zellertalbahn in Richtung Worms umgeleitet.
Mit der schrittweisen Auflösung der Bundesbahndirektion Mainz in den Jahren 1971/72 fiel die Zuständigkeit für den Bahnhof zum 1. Juni 1971 an die Bundesbahndirektion Karlsruhe.
2003 wurde der Bahnhof im Zuge der Einführung der S-Bahn RheinNeckar modernisiert, indem die Bahnsteige angehoben wurden. Seither passieren die Linien S1 (Homburg–Osterburken) und S2 (Kaiserslautern–Mosbach) der S-Bahn RheinNeckar den Neustadter Hauptbahnhof.
Die Stellwerkstechnik innerhalb des Bahnhofs erfuhr in der Folgezeit ebenfalls eine Modernisierung. Mit der Installation des neuen Elektronischen Stellwerks (ESTW) am 23. März 1998 wurde die Verbindungskurve zwischen Maximiliansbahn und der Strecke Richtung Mannheim wieder stillgelegt. Außerdem wurde ein zusätzliches elektronisches Stellwerk der Bauform ESTW L90 in Betrieb genommen, das seit den 2000er Jahren schrittweise das regionale Bahnnetz der Pfalz und des benachbarten Rheinhessens übernimmt. So werden seit 2009 der Landauer Hauptbahnhof sowie die Bahnhöfe in Edenkoben und Godramstein vom Neustadter ESTW aus gesteuert, ein Jahr später kam der Bahnhof Winden hinzu.

## Bauwerke

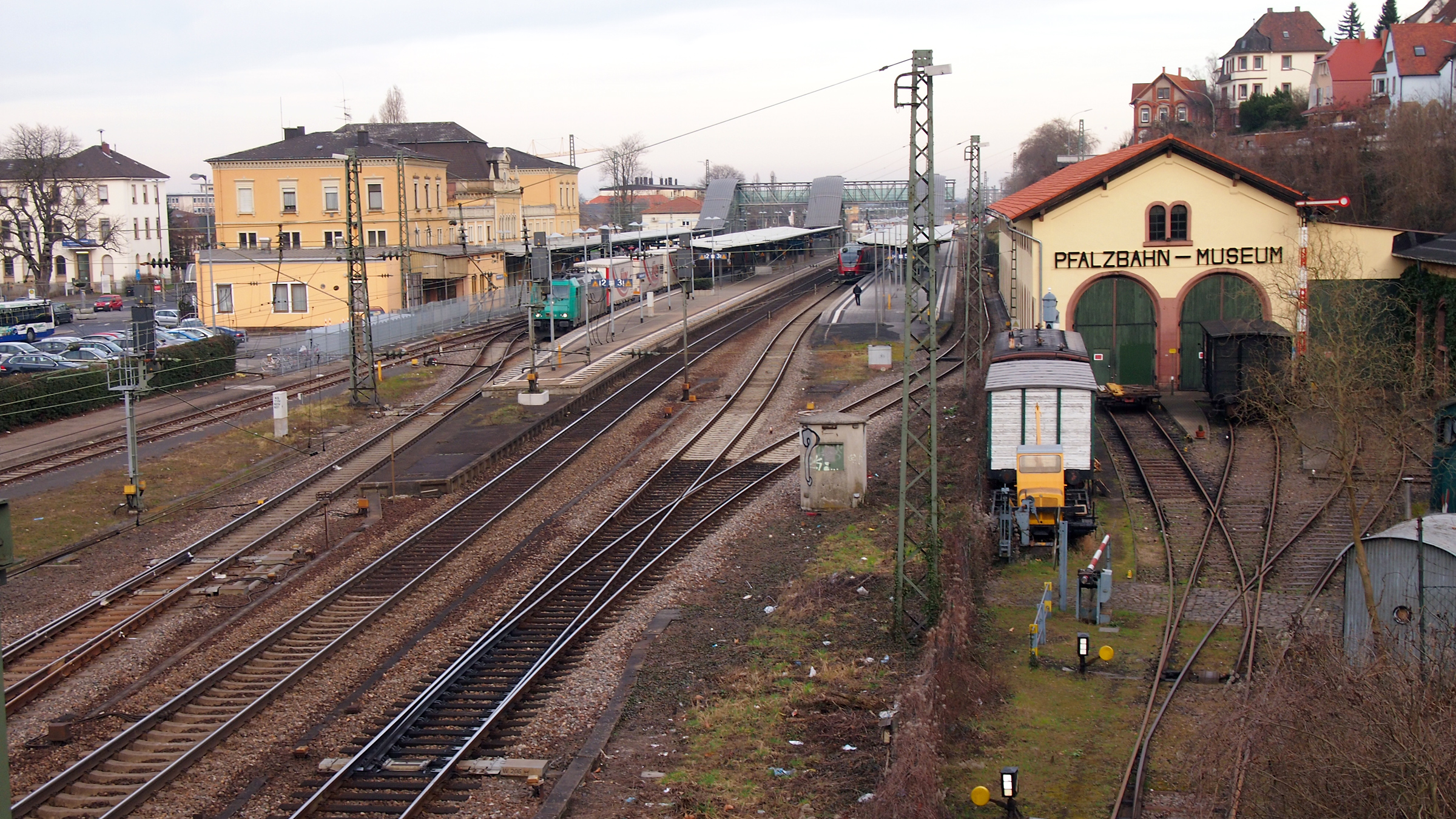
Übersicht Hauptbahnhof

### Empfangsgebäude
Beim 1866 fertiggestellten Empfangsgebäude handelt es sich um das zweite Empfangsgebäude des Bahnhofs, einen spätklassizistischen Bau, der zweieinhalb bis drei Stockwerke umfasst. Er besitzt ein Mansardwalmdach und eine Fassade, die stilistisch der Neorenaissance zuzuordnen ist. Das Gebäude ist ein Kulturdenkmal und steht nach dem Denkmalschutzgesetz des Landes Rheinland-Pfalz unter Denkmalschutz.

### Reiterstellwerk
Im östlichen Bahnhofsbereich befindet sich seit 1920 ein Befehlsstellwerk, das als Reiterstellwerk im Heimatstil errichtet wurde. Sein Architekt war Reichsbahnrat Grunwald. Es steht ebenfalls unter Denkmalschutz. In ihm waren ein Fahrdienstleiter sowie zwei Helfer beschäftigt. Um die Jahrtausendwende wurde es außer Betrieb genommen.

### Bahnsteige und Gleise
Die drei Bahnsteige des Hauptbahnhofs befinden sich an fünf Durchgangsgleisen und einem Stumpfgleis. Die Gleise 1, 2, 3 und 4 dienen den Zügen der Relation Mannheim–Saarbrücken, Gleis 5 den Zügen, die auf der Maximiliansbahn verkehren. Bei Gleis 1a handelt es sich um ein Stumpfgleis, es ist für die Nordbahn zuständig.
| Gleis | Nutzbare Länge | Bahnsteighöhe | Aktuelle Nutzung                                                   |
| ----- | -------------- | ------------- | ------------------------------------------------------------------ |
| 1     | 216/50 m       | 76/38 cm      | S-Bahnen der Relation Osterburken–Homburg (Saar)                   |
| 2     | 388/47 m       | 76/38 cm      | Züge der Relation Mannheim–Saarbrücken                             |
| 3     | 388/47 m       | 76/38 cm      | Züge der Relation Saarbrücken–Mannheim                             |
| 4     | 286/24 m       | 76/38 cm      | S-Bahnen der Relation Homburg (Saar)–Osterburken                   |
| 5     | 286/24 m       | 76/38 cm      | Regionalbahn bzw. Regional-Express nach Karlsruhe bzw. Wissembourg |
| 1a    | 125 m          | 76 cm         | Regionalbahn nach Freinsheim bzw. Grünstadt                        |

### Bahnhofsteil Neustadt (Weinstr)-Böbig

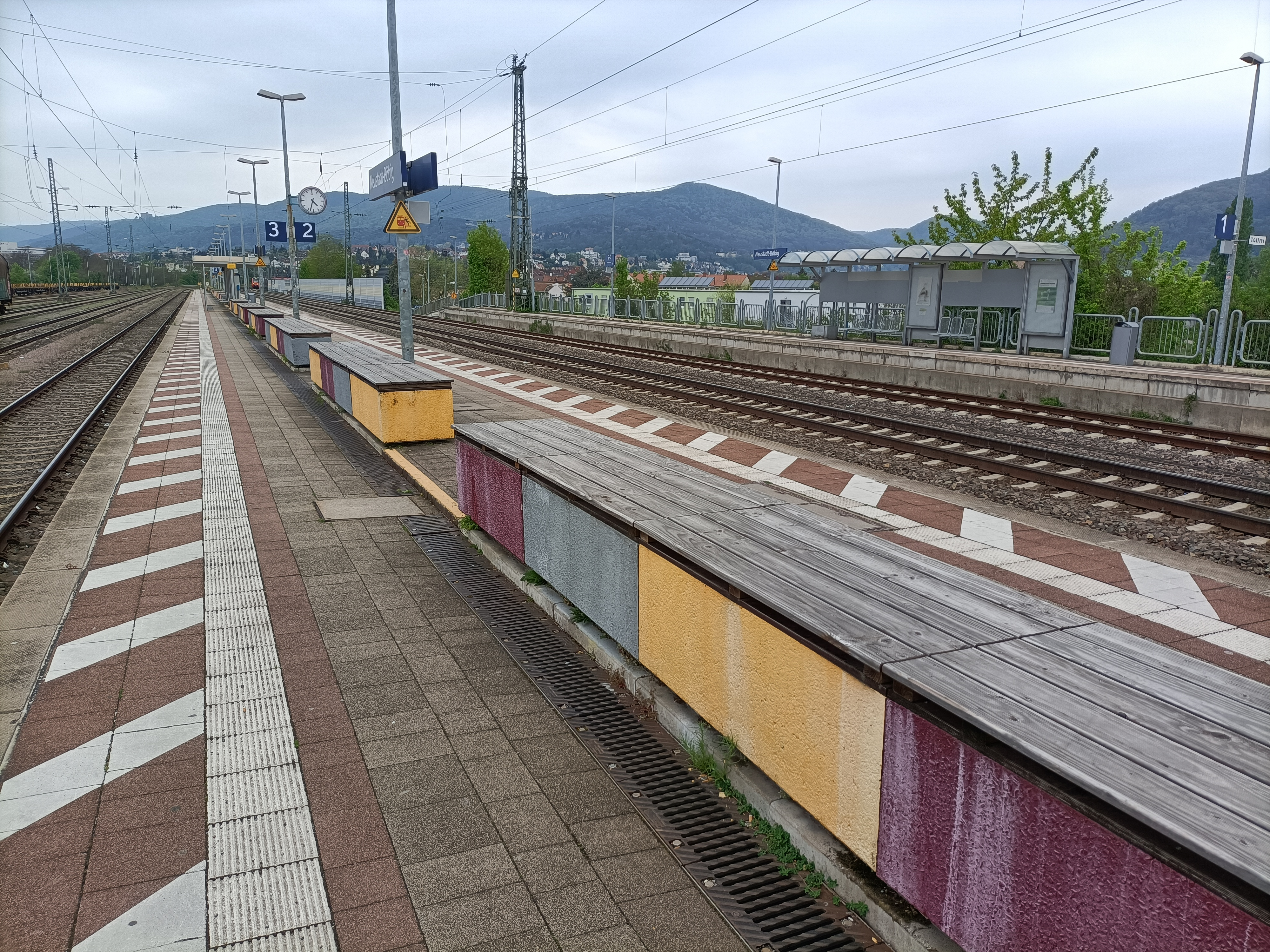
Neustadt (Weinstr)-Böbig

Der Bahnhofsteil Neustadt (Weinstr)-Böbig ist neben den zuvor beschriebenen Bahnsteigen eine weitere Verkehrsstation im Neustadter Hauptbahnhof. Diese besteht aus zwei Bahnsteigen mit drei Bahnsteiggleisen und liegt an den Bahnstrecken Mannheim–Saarbrücken und Neustadt (Weinstr)–Monsheim. Mehr als 4000 Menschen nutzen an einem normalen Werktag den Haltepunkt.
Als im Jahr 1969 am Nordostrand Neustadts das Schulzentrum Böbig unweit der Verzweigung der Bahnstrecke Mannheim–Saarbrücken und der Pfälzischen Nordbahn neu entstand, war der Schülerverkehr von den dort verkehrenden Bussen kaum noch zu bewältigen. Auf Initiative des damaligen Lehrers und späteren VRN-Funktionärs Werner Schreiner wurde im September 1974 an eben jener Verzweigung die Station Neustadt-Böbig eröffnet. Über diese sollte ein Großteil der Schülerbeförderung vom Straßen- auf den Schienenverkehr verlagert werden. Der Bahnhofsteil diente zunächst ausschließlich dem Schülerverkehr; erst ab 1978, als das Verkehrsmodell „Mittlere Weinstraße“ umgesetzt wurde, hielten auch die Regelzüge an der Station Böbig. Der Busfahrplan wurde mit dem Bahnfahrplan abgestimmt, um auch hier gute Anschlüsse zu ermöglichen.
Wegen Baumängel und fehlender Sicherheitsmaßnahmen übernahm die Bundesbahn den Bahnhofsteil allerdings nicht in ihr Eigentum, für die Betriebskosten musste die Stadt Neustadt aufkommen. Deswegen wurde ein Neubau erwogen, mit dem 1992 begonnen wurde. Die neuen Bahnsteige wurden unmittelbar südwestlich errichtet. Drei Jahre nach Baubeginn, am 20. Mai 1995, wurde der neue Bahnhofsteil mit einem großen Bürgerfest eingeweiht, der ursprüngliche danach zurückgebaut. 1996 wurde der Mittelbahnsteig mit einer Treppe an die IBAG-Unterführung angeschlossen.
Der neue Bahnhofsteil galt als Musterprojekt für die geplante S-Bahn RheinNeckar, deren Züge seit dem 13. Dezember 2003 den Bahnhofsteil bedienen, sowohl solche der Linie S1 (Homburg–Osterburken) als auch von der S2 (Kaiserslautern–Mosbach).
| Gleis | Nutzbare Länge | Bahnsteighöhe | Aktuelle Nutzung |
| ----- | -------------- | ------------- | --- |
| 1     | 216/50 m       | 76/38 cm      | S-Bahnen der Relation Mannheim–Kaiserslautern–Homburg sowie Regionalbahnen der Relation Neustadt–Freinsheim–Grünstadt |
| 2     | 216/50 m       | 76/38 cm      | S-Bahnen der Relation Homburg–Kaiserslautern–Mannheim                                                                 |
| 3     | 216/50 m       | 76/38 cm      | Ausweichgleis für Züge der Relation Saarbrücken–Mannheim                                                              |

### Bahnbetriebswerk und Eisenbahnmuseum
Bereits mit Inbetriebnahme der Pfälzischen Ludwigsbahn zwischen Ludwigshafen und dem damaligen Neustadt an der Haardt am 11. Juni 1847 entstanden vor Ort unter anderem ein Lokschuppen mit 80 Metern Länge, eine Drehscheibe sowie ein Gebäude mit zwei Stockwerken, das als Werkstatt und Büro fungierte. 1869 wurde das Bahnbetriebswerk eine selbstständige Dienststelle. Um 1960 wurde es im Zuge der Elektrifizierung der Bahnstrecke Mannheim–Saarbrücken schrittweise aufgegeben.
Der Lokschuppen aus der Bauzeit der Ludwigsbahn beherbergt inzwischen das Eisenbahnmuseum der Pfalz, das zwischenzeitlich zusätzlich den neueren Lokschuppen zur Erweiterung der Unterstellmöglichkeiten übernommen hat.

### Trivia
Das Empfangsgebäude, das Reiterstellwerk und die Bahnsteigbrücke werden von Faller als Bausatz für Modelleisenbahnen der Spur H0 (Maßstab 1:87) hergestellt und vertrieben.

## Verkehr

### Personenfernverkehr
Bereits 1853 gab es durchgehende Personenzüge der Relation Mainz–Paris. 1854 verkehrten zwischen beiden Städten bereits drei Zugpaare pro Tag, eine Fahrt zwischen Mainz und Paris dauerte rund 17 Stunden. Mit der Vollendung der in Etappen eröffneten Rhein-Nahe-Bahn durch die gleichnamige Bahngesellschaft 1860 entfiel diese Verbindung wieder und es musste von und nach Paris in Neunkirchen umgestiegen werden.
Nach Vollendung der Alsenztalbahn entwickelte sich der Bahnhof außerdem zu einem bedeutenden Fernverkehrsknotenpunkt, wodurch die Stadt internationale Bekanntheit erlange. Ab 1880 nahm der Fernverkehr deutlich zu und führte bis in die Niederlande. Obwohl 1876 in Form der Strecken Schifferstadt–Wörth und Wörth–Straßburg eine Direktverbindung von Ludwigshafen ins Elsaß entstanden war, verkehrten aufgrund der eingleisigen Ausstattung die meisten Fernzüge aus Richtung Frankfurt weiterhin über die Maximiliansbahn, wobei sie stets in Neustadt „Kopf“ machen mussten. Einige wurden dort geflügelt, um mit denjenigen aus dem Alsenztal vereinigt zu werden, während der andere Zugteil weiter über die Ludwigsbahn nach Westen fuhr.
Nach dem Ersten Weltkrieg verlor der Nord-Süd-Verkehr an Bedeutung, wodurch der Bahnhof für den überregionalen Verkehr zunehmend ausschließlich Bedeutung für denjenigen in Ost-West-Richtung innehatte. Ab den 1990er Jahren wurde der Zug ebenso von Interregio bedient, ehe diese Zuggattung ein Jahrzehnt später gestrichen wurde. 1993 hegte die Deutsche Bundesbahn Pläne, alle Intercitys und EuroCitys ohne Halt durch Neustadt fahren zu lassen. Jedoch wurde sie überzeugt, davon abzulassen. Dennoch verlor der Neustadter Hauptbahnhof in der Folgezeit als Fernverkehrshalt an Bedeutung, sodass er inzwischen ausschließlich vereinzelt bedient wird.
| Linie    | Zuglauf | Takt          |
| -------- | --- | ------------- |
| ICE 15   | Berlin – Halle (Saale) – Erfurt – Frankfurt – Darmstadt – Mannheim – Neustadt – Kaiserslautern – Saarbrücken                       | ein Zugpaar   |
| IC/EC 62 | Saarbrücken – Homburg – Kaiserslautern – Neustadt– Mannheim – Stuttgart (– Ulm – Augsburg – München – Rosenheim – Salzburg – Graz) | zwei Zugpaare |

### Personenregionalverkehr

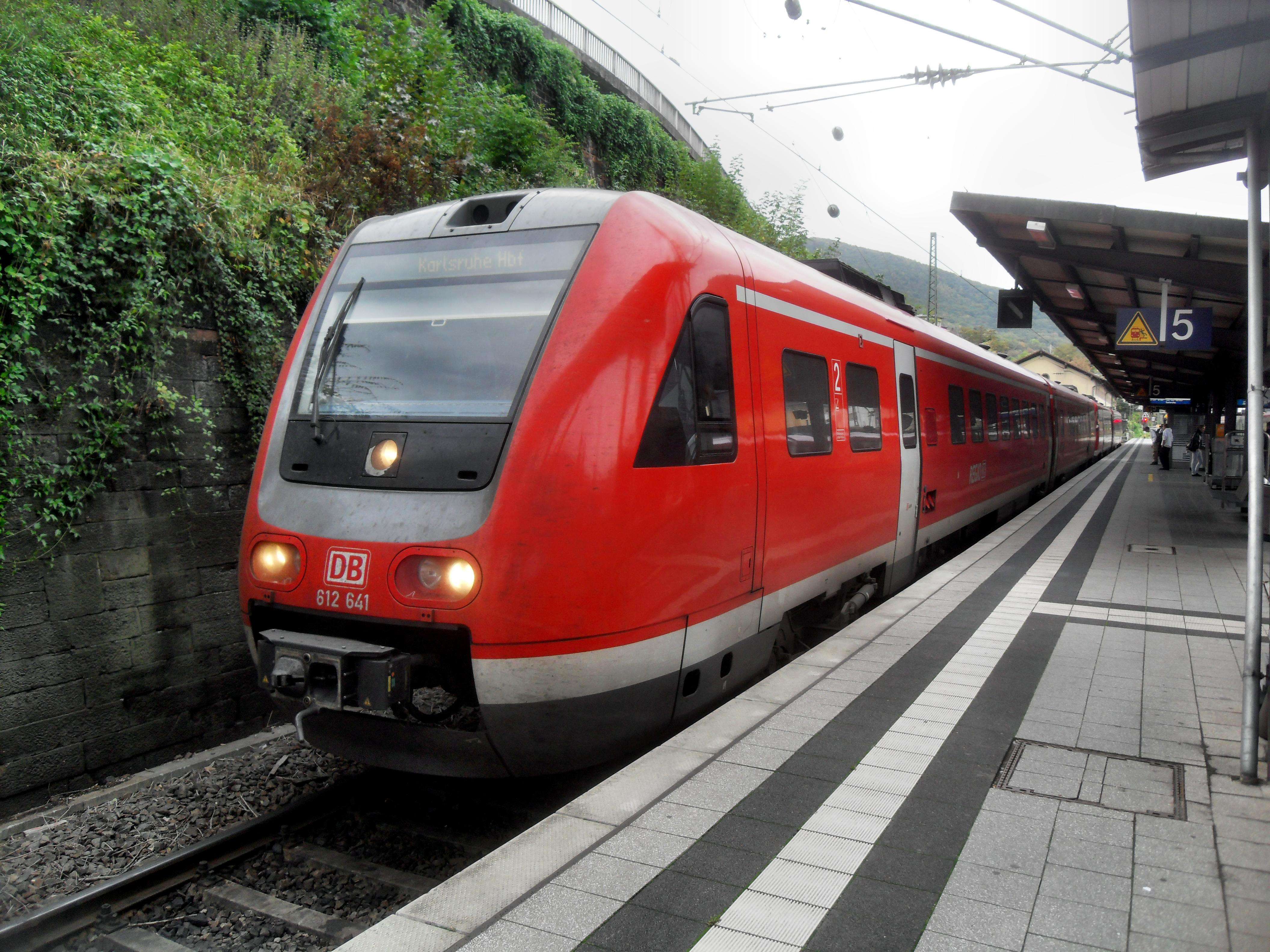
RE mit Baureihe 612 in Neustadt auf dem Weg nach Karlsruhe (2009)

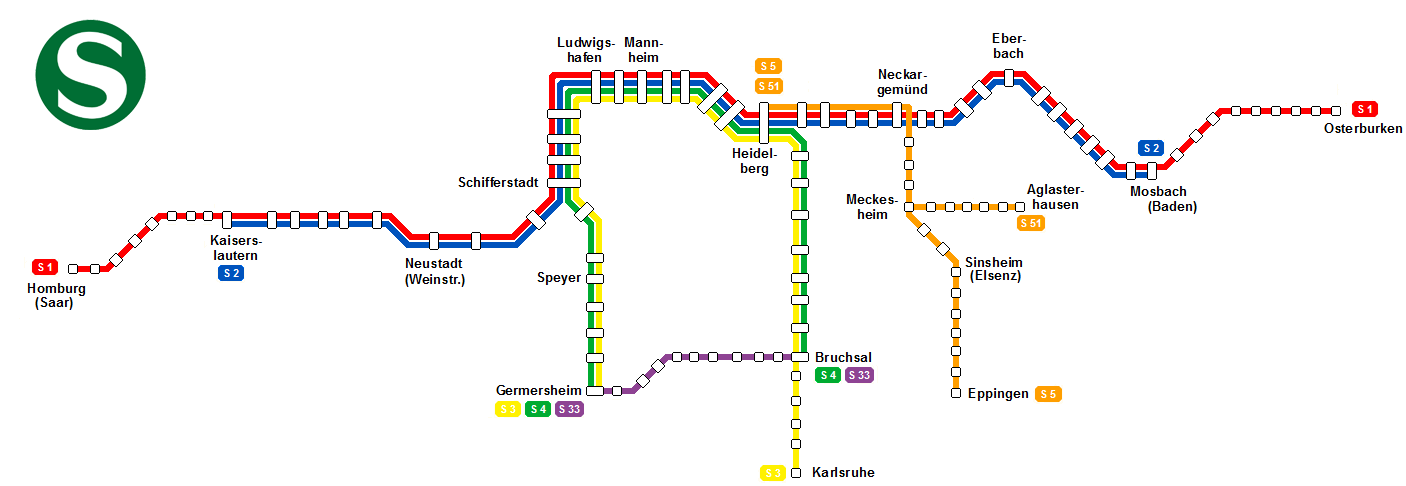
Linienplan der S-Bahn Rhein Neckar

Bereits während ihres ersten Betriebsmonats benutzten insgesamt 8017 Personen die Bahnstrecke. Nach der durchgehenden Eröffnung der Nordbahn im Jahr 1873 fuhren die Personenzüge für die Dauer mehrerer Jahrzehnte oft über Monsheim hinaus bis nach Marnheim an der Bahnstrecke Langmeil–Monsheim. Die Nahverkehrszüge der aus dem Alsenztal fuhren im Sommer 1914 anstatt nach Kaiserslautern in der Relation Bad Münster–Neustadt und machten im Bahnhof Hochspeyer „Kopf“.
Nach dem Ersten Weltkrieg verlief der Nahverkehr in die südliche Richtung selten bis nach Wissembourg durch. So existierte nach 1930 lediglich ein Zug von Neustadt nach Wissembourg. In der Gegenrichtung gab es keine umsteigefreie Verbindung zwischen den beiden Städten. Ein ähnliches Bild ergab sich nach dem Zweiten Weltkrieg. So gab es in der Folgezeit bis auf wenige Ausnahmen keine Verbindungen von der nunmehr französischen Grenzstadt bis Neustadt; stattdessen war ein Umstieg in Landau erforderlich.
Einhergehend mit dem Bedeutungsverlust des die deutsch-französische Grenze passierenden südlichen Streckenabschnitts der Maximiliansbahn gewann der Verkehr in Richtung Wörth und Karlsruhe an Bedeutung. Entlang der Nordbahn existiert inzwischen kein durchgehender Verkehr bis nach Monsheim mehr, stattdessen ist ein Umstieg in Grünstadt und teilweise in Freinsheim erforderlich, da innerhalb des nördlichen Landkreises Bad Dürkheim die Verkehrsströme in Richtung Ludwigshafen und Frankenthal überwiegen.
An Wochenenden verkehrt ganzjährig täglich unter dem Namen „Strasbourg-Express“ ein Zugpaar über Wissembourg bis zum Zielbahnhof Bahnhof Strasbourg-Ville.
Mittwochs, sowie an Sonn- und Feiertagen während des Sommerhalbjahres (von Mai bis Oktober) verkehrt der Ausflugszug „Bundenthaler“ mit Fahrtziel Bundenthal-Rumbach/Pirmasens. Die Zugteilung findet in Hinterweidenthal Ost statt.
Außerdem verkehren in den Sommermonaten (Mai–Oktober) an Sonn- und Feiertagen die Ausflugszüge „Weinstraßen-Express“ sowie „Elsass-Express“ mit dem Fahrtziel Wissembourg. Ein Zugpaar des „Rheintal-Express“ verkehrt mit einem Triebwagen der Baureihe 628 von Karlsruhe über Bad Kreuznach und Bingen (Rhein) nach Koblenz. Der Förderverein Kuckucksbähnel bietet an Wochenenden zudem Fahrten mit historischen Zügen auf dem Kuckucksbähnel ab Neustadt über Lambrecht nach Elmstein an.Nah
| Linie                    | Linienweg | Takt                       | Betreiber      | Name                       | KBS     |
| ------------------------ | --- | -------------------------- | -------------- | -------------------------- | ------- |
| RE 1                     | Koblenz – Trier – Saarlouis – Saarbrücken – Homburg (Saar) – Kaiserslautern – Neustadt – Ludwigshafen Mitte – Mannheim | 60 min                     | DB Regio Mitte | SÜWEX                      | 670     |
| RE 6                     | (Kaiserslautern –) Neustadt – Landau – Winden – Wörth – Karlsruhe | 60 min                     | DB Regio Mitte | Pfälzische Maximiliansbahn | 676     |
| RB 45                    | Neustadt – Bad Dürkheim – Freinsheim – (Grünstadt – Monsheim) | 30 min                     | DB Regio Mitte | Pfälzische Nordbahn        | 667     |
| RB 51                    | Neustadt – Landau – Winden – Wörth – Karlsruhe | 60 min                     | DB Regio Mitte | Pfälzische Maximiliansbahn | 676     |
| RB 53                    | Neustadt – Landau – Winden – Wissembourg | 60 min                     | DB Regio Mitte | Pfälzische Maximiliansbahn | 679     |
| S 1                      | Homburg (Saar) Hbf – Bruchmühlbach-Miesau – Hauptstuhl – Landstuhl – Kindsbach – Einsiedlerhof – Vogelweh – Kennelgarten – Kaiserslautern Hbf – Hochspeyer – Frankenstein (Pfalz) – Weidenthal – Neidenfels – Lambrecht (Pfalz) – Neustadt (Weinstr) Hbf – Neustadt (Weinstr)-Böbig – Haßloch (Pfalz) – Böhl-Iggelheim – Schifferstadt – Limburgerhof – (Ludwigshafen-Rheingönheim – Ludwigshafen-Mundenheim –) (einzelne Züge) Ludwigshafen (Rhein) Hbf – Ludwigshafen (Rhein) Mitte – Mannheim Hbf – Mannheim ARENA/Maimarkt – Mannheim-Seckenheim – Mannheim-Friedrichsfeld Süd – Heidelberg-Pfaffengrund/Wieblingen – Heidelberg Hbf – Heidelberg-Weststadt/Südstadt – Heidelberg-Altstadt – Heidelberg-Schlierbach/Ziegelhausen – Heidelberg Orthopädie – Neckargemünd – Neckargemünd Altstadt – Neckarsteinach – Neckarhausen (b Neckarsteinach) – Hirschhorn (Neckar) – Eberbach – Lindach – Zwingenberg (Baden) – Neckargerach – Binau – Mosbach‐Neckarelz – Mosbach West – Mosbach (Baden) – Neckarburken – Dallau – Auerbach (b Mosbach) – Oberschefflenz – Eicholzheim – Seckach – Zimmern bei Seckach – Adelsheim Nord – Osterburken Stand: Fahrplanwechsel Dezember 2021 | 60 min                     | DB Regio Mitte | S-Bahn Rhein-Neckar        | 665.1-2 |
| S 2                      | Kaiserslautern Hbf – Hochspeyer – Frankenstein (Pfalz) – Weidenthal – Neidenfels – Lambrecht (Pfalz) – Neustadt (Weinstr) Hbf – Neustadt (Weinstr)-Böbig – Haßloch (Pfalz) – Böhl-Iggelheim – Schifferstadt – Limburgerhof – Ludwigshafen-Rheingönheim – Ludwigshafen-Mundenheim – Ludwigshafen (Rhein) Hbf – Ludwigshafen (Rhein) Mitte – Mannheim Hbf – Mannheim ARENA/Maimarkt – Mannheim-Seckenheim – Mannheim-Friedrichsfeld Süd – Heidelberg-Pfaffengrund/Wieblingen – Heidelberg Hbf – Heidelberg-Weststadt/Südstadt – Heidelberg-Altstadt – Heidelberg-Schlierbach/Ziegelhausen – Heidelberg Orthopädie – Neckargemünd – Neckargemünd Altstadt – Neckarsteinach – Neckarhausen (b Neckarsteinach) – Hirschhorn (Neckar) – Eberbach – Lindach – Zwingenberg (Baden) – Neckargerach – Binau – Mosbach‐Neckarelz – Mosbach West – Mosbach (Baden) Stand: Fahrplanwechsel Dezember 2021 | 60 min                     | DB Regio Mitte | S-Bahn Rhein-Neckar        | 665.1-2 |
| S 44                     | Homburg (Saar) Hbf – Bruchmühlbach-Miesau – Hauptstuhl – Landstuhl – Kindsbach – Einsiedlerhof – Vogelweh – Kennelgarten – Kaiserslautern Hbf – Hochspeyer – Frankenstein (Pfalz) – Weidenthal – Neidenfels – Lambrecht (Pfalz) – Neustadt (Weinstr) Hbf – Neustadt (Weinstr)-Böbig – Haßloch (Pfalz) – Böhl-Iggelheim) – Schifferstadt – Limburgerhof – Ludwigshafen-Rheingönheim – Ludwigshafen-Mundenheim – Ludwigshafen (Rhein) Hbf – Ludwigshafen (Rhein) BASF Süd – Ludwigshafen (Rhein) BASF Mitte – Ludwigshafen (Rhein) BASF Nord Stand: Fahrplanwechsel Dezember 2021 | einzelne Züge (wochentags) | DB Regio Mitte | S-Bahn Rhein-Neckar        | 665.1-2 |
| Stand: 10. Dezember 2023 | |                            |                |                            |         |

### Nahverkehr
| Linie | Linienweg | Takt                    | Betreiber                           |
| ----- | --- | ----------------------- | ----------------------------------- |
| 500   | Neustadt – Hambach – Diedesfeld – Maikammer – St. Martin – Edenkoben – Rhodt – Hainfeld – Burrweiler – Gleisweiler – Böchingen – Nußdorf – Landau                              | 60 min                  | Palatinabus                         |
| 501   | Neustadt – Hambach – Diedesfeld – Maikammer – St. Martin – Edenkoben – Edesheim – Hainfeld – Flemlingen – Roschbach – Böchingen – Nußdorf – Landau                             | 60 min                  | Palatinabus                         |
| 502   | Neustadt – Hambach – Hambacher Schloss | 30 min                  | Mittelhardt Nahverkehrsgesellschaft |
| 503   | Neustadt – Maikammer – St. Martin – Kalmit | 120 min (Mai – Oktober) | Palatinabus                         |
| 507   | Neustadt – Speyerdorf – Lachen – Duttweiler – Geinsheim – Gommersheim – Freisbach – Weingarten – Schwegenheim – Harthausen – Hanhofen – Dudenhofen – Speyer                    | 60 min                  | Palatinabus                         |
| 508   | Heidenbrunnental – Hauptbahnhof – Louis-Escande-Straße | 60 min                  | Mittelhardt Nahverkehrsgesellschaft |
| 510   | Neustadt – Lachen-Speyerdorf – Haßloch | 60 min                  | Mittelhardt Nahverkehrsgesellschaft |
| 511   | Hauptbahnhof – Hauptfriedhof – Maconring – Europastraße – Bahnhof Böbig – Rosengarten                                                                                          | 60 min                  | Mittelhardt Nahverkehrsgesellschaft |
| 512   | Neustadt – Haardt – Gimmeldingen – Königsbach – Ruppertsberg – Deidesheim – Forst                                                                                              | 60 min                  | Palatinabus                         |
| 514   | Hauptbahnhof – Nachtweide – Mußbach – Weincampus | 60 min                  | Mittelhardt Nahverkehrsgesellschaft |
| 515   | Heidenbrunnental – Hauptbahnhof – Afrikaviertel | 60 min                  | Mittelhardt Nahverkehrsgesellschaft |
| 517   | Neustadt – Lindenberg – Lambrecht – Frankeneck – Esthal – Erfenstein – Breitenstein – Helmbach – Appenthal – Elmstein – Iggelbach ( - Mückenwiese – Speyerbrunn – Schwarzbach) | 60 min                  | Palatinabus                         |

### Güterverkehr
Vor Vollendung der Ludwigsbahn diente der Bahnhof zwei Jahre lang als Umschlagplatz für Handelswaren aus Richtung Ludwigshafen. Da die ursprünglichen dem Güterverkehr dienenden Anlagen zunehmend an den Rand ihrer Leistungsfähigkeit geraten waren, kauften die Pfälzischen Eisenbahnen 1881 Grundstücke in den Gewannen Spitalwiesen und Hölzel, um dort einen neuen Güterbahnhof zu errichten. Das Unternehmen Internationale Baumaschinenfabrik (IBAG) besaß in diesem Bereich außerdem ein Anschlussgleis. In den 1980er Jahren fungierten die Bahnhöfe Bad Dürkheim, Deidesheim, Edenkoben, Frankenstein (Pfalz), Lambrecht (Pfalz), Maikammer-Kirrweiler, Mußbach, Wachenheim und Weidenthal nicht mehr als eigenständige Gütertarifpunkte und waren nunmehr Satelliten des Neustadter Hauptbahnhofs. Entsprechend fuhren von ihm Übergabezüge zu den entsprechenden Umlandbahnhöfen.